# Bernard Michaux (futbolista)
|  | No s'ha de confondre amb Bernard Michaux. |

Bernard Michaux   (Dudelange, 7 de setembre de 1921 - Ciutat de Luxemburg, 15 d'agost de 1987) fou un futbolista luxemburguès de la dècada de 1940.
Fou 46 cops internacional amb la selecció luxemburguesa amb la que participà en els Jocs Olímpics de 1948.
Pel que fa a clubs, defensà els colors d'Stade Dudelange.